# Якобсен, Магнус Ландин
Магнус Ландин Якобсен (дат. Magnus Landin Jacobsen; род. 20 августа 1995, Søborg, Копенгаген) — датский гандболист, выступает за немецкий клуб «Киль» и сборную Дании. Младший брат гандболиста Никласа Ландина Якобсена. Чемпион летних Олимпийских игр, четырёхкратный чемпион мира, призёр чемпионатов Европы.

## Карьера

### Клубная
Магнус Ландин начинал профессиональную карьеру в клубе ХИК. В 2013 году Ландин выступал в клубе «Нордшеллан». В 2014 году Ландин перешёл в датский клуб «Колдинг». В сезоне-2014/15 «Колдинг» выиграл чемпионат Дании. С сезона-2018/19 Ландин выступает за немецкий клуб «Киль».
В 2021 году Ландин стал самым играющим гандболистом — за год он провел 86 матчей, то есть в среднем за год выходил на площадку раз в четыре дня.

### В сборной
Магнус Ландин выступает сборную Дании. Дебют Магнуса Ландина произошёл 10 июня 2015 года в матче против Литвы. Ландин за сборную сыграл 133 матча и забросил 242 мяча.

## Статистика
Статистика Магнуса Ландина в сезоне 2018/19 указана на 13.6.2019
| Сезон        | Клуб    | Лига       | Матчи | Голы | 7-метр | Голы |
| ------------ | ------- | ---------- | ----- | ---- | ------ | ---- |
| 2018/19      | ГК Киль | Бундеслига | 34    | 79   | 16     | 63   |
| 2018-по н.в. | Итого   | Бундеслига |       |      |        |      |